# Barbastella leucomelas
Barbastella leucomelas és una espècie de ratpenat de la família dels vespertiliònids. Viu a Afganistan, Armènia, l'Azerbaidjan, Bhutan, la Xina, Egipte, Eritrea, Geòrgia, l'Índia (Himachal Pradesh, Jammu-Kashmir, Meghalaya, Sikkim, Uttar Pradesh, West Bengal), l'Iran, Israel, Japó, Kirguizstan, Nepal, el Pakistan, Rússia, Aràbia Saudita, Taiwan, Tajikistan, Turkmenistan i l'Uzbekistan. El seu hàbitat natural són àrees de bosc temperat humit i bosc de coníferes seques. No hi ha amenaces significatives per a la supervivència d'aquesta espècie, excepte la desforestació.